# Deslocado
«Deslocado» (укр. Переміщений) — пісня португальського гурту Napa, з якою вони представлятимуть Португалію на Пісенному конкурсі Євробачення 2025 в Базелі, Швейцарія.

## Пісенний конкурс Євробачення 2025
28 січня 2025 року відбулося жеребкування, яке визначило, у якому з півфіналів Євробачення змагатиметься кожна країна. За результатами жеребкування Португалія потрапила до першої половини першого півфіналу, який відбувся 13 травня 2025 року в Базелі, Швейцарія. 
У півфіналі Napa виконали пісню «Deslocado» під сьомим порядковим номером. Гурту вдалося кваліфікуватися до фіналу конкурсу, що пройде 17 травня.